# 孝义镇 (商洛市)
孝义镇是中国陕西省商洛市商州区下辖的一个镇。

## 行政区划
孝义镇下辖以下行政区：
张咀头村、陈巷村、吕涧村、代街村、李河滩村、老山沟村、刘一村、刘二村、甘河村、白草岭村、青岗坪村、张碾子村